# Paul Drude
Paul Karl Ludwig Drude (12. července 1863, Braunschweig – 5. července 1906, Berlín) byl německý fyzik se zaměřením na optiku, kterou výrazně pomohl propojit s Maxwellovou teorií elektromagnetismu.

## Život a práce
Drude studoval matematiku a fyziku na univerzitě v Göttingenu. Ve své dizertační práci  položil mj. základy elipsometrie, spolu s reflektometrií dnes rozšířené metody určování optických vlastností materiálů a tenkých vrstev. V roce 1894 se Drude stal mimořádným profesorem na univerzitě v Lipsku. V roce 1900 se stal šéfredaktorem vědeckého časopisu Annalen der Physik. V tomto roce také vytvořil první prakticky použitelný mikroskopický model elektrické vodivosti kovů.  a vydal první část monografie o optice , která je první moderní učebnicí optiky založené na teorii elektromagnetického pole. V letech 1901-1905 působil jako řádný profesor fyziky na univerzitě v Giessenu. Až do své smrti pak vedl fyzikální ústav Humboldtovy univerzity v Berlíně. V roce 1906, týden po uvedení do Pruské akademie věd z ne zcela jasných důvodů spáchal sebevraždu.
Je po něm pojmenován kráter Drude na Měsíci a ústav Paul-Drude-Institut für Festkörperelektronik v Berlíně.